# Sukur
Sukur - obszar krajobrazu kulturowego w stanie Adamawa we wschodniej Nigerii, od 1999 roku wpisany na listę światowego dziedzictwa UNESCO. 
Nad obszarem Sukur i przyległymi wsiami góruje położony na wzniesieniu pałac wodza plemiennego (Hidi). Występują tu tarasy rolne i liczne pozostałości po kwitnącym tu dawniej przemyśle żelaznym.